# 沃丹·沙赫卡尼
沃丹·阿里·萨拉杰·阿布杜拉辛·沙赫卡尼（阿拉伯语：‎，Wojdan Ali Seraj Abdulrahim Shahrkhani，1996年2月1日—）是一位沙特阿拉伯女子柔道运动员，2012年8月3日代表沙特阿拉伯参加伦敦奥运会女子78公斤以上级柔道比赛，成为首位参加奥运会比赛的沙特女运动员。